# Матигорское сельское поселение
Матигорское сельское поселение или муниципальное образование «Матигорское» — упразднённое муниципальное образование со статусом сельского поселения в Холмогорском муниципальном районе Архангельской области России.
Соответствует административно-территориальным единицам в Холмогорском районе — Матигорскому сельсовету и Копачёвскому сельсовету.
Административный центр — деревня Харлово.

## География
Сельское поселение (Матигоры) находится на севере Холмогорского района, на левом берегу протока Курополка реки Северная Двина, в 5 км к югу от районного центра Холмогоры, в 87 км от областного центра Архангельск. Через село Верхние Матигоры проходит автодорога, соединяющая село Холмогоры с трассой М8 «Холмогоры». Напротив деревень Малая Товра, Марилово и Курья Нога на Северной Двине находится остров Марилов, омываемый с юга протокой Селиваниха. По территории бывшего Копачёвского сельского поселения проходит автодорога «Пухтаковка — Наволочек — Голдобиха — Пятково — Копачёво».

## История
Муниципальное образование было образовано в 2006 году.
Законом Архангельской области от 28 мая 2015 года № 290-17-ОЗ, были преобразованы, путём их объединения, муниципальные образования «Копачёвское» и «Матигорское» в сельское поселение «Матигорское» с административным центром в деревне Харлово.

## Население
| 2005  | 2010  | 2011  | 2012  | 2013  | 2014  | 2015  |
| ----- | ----- | ----- | ----- | ----- | ----- | ----- |
| 2440  | ↗2705 | ↘2690 | ↘2614 | ↘2558 | ↘2501 | ↘2484 |
| 2016  | 2017  | 2018  | 2019  | 2020  | 2021  |       |
| ↗3067 | ↘3016 | ↘2953 | ↘2893 | ↘2833 | ↘2487 |       |

## Состав сельского поселения
В состав сельского поселения входят 56 населённых пунктов
| №  | Населённый пункт    | Тип населённого пункта          | Население |
| -- | ------------------- | ------------------------------- | --------- |
| 1  | Берёзы              | деревня                         | ↗13       |
| 2  | Большая Товра       | деревня                         | →20       |
| 3  | Большое Нижнее      | деревня                         | →0        |
| 4  | Буты                | деревня                         | ↘5        |
| 5  | Винная Горка        | деревня                         | ↘4        |
| 6  | Власьевское         | деревня                         | ↘0        |
| 7  | Вороновское         | деревня                         | ↘2        |
| 8  | Голдобиха           | деревня                         | ↗4        |
| 9  | Гора                | деревня                         | ↗7        |
| 10 | Горка               | деревня                         | ↗132      |
| 11 | Горка               | деревня                         | ↗46       |
| 12 | Горка               | деревня                         | ↗3        |
| 13 | Дальнее             | деревня                         | ↗11       |
| 14 | Данилово            | деревня                         | ↘233      |
| 15 | Демидово            | деревня                         | →2        |
| 16 | Заозерье            | деревня                         | ↘11       |
| 17 | Заполье             | деревня                         | →2        |
| 18 | Заполье             | деревня                         | ↘164      |
| 19 | Заречка             | деревня                         | ↗19       |
| 20 | Заручевье           | деревня                         | →0        |
| 21 | Земник              | деревня                         | →0        |
| 22 | Ичково              | деревня                         | ↗228      |
| 23 | Канзово             | деревня                         | →9        |
| 24 | Карьеры Нижние      | посёлок                         | ↘2        |
| 25 | Копачёво            | деревня                         | ↗293      |
| 26 | Копытово            | деревня                         | ↘3        |
| 27 | Кричевское          | деревня                         | →2        |
| 28 | Курья Нога          | деревня                         | →2        |
| 29 | Кутозерская         | деревня                         | ↗18       |
| 30 | Кушово              | деревня                         | ↗43       |
| 31 | Малая Товра         | посёлок                         | ↗181      |
| 32 | Малое Нижнее        | деревня                         | ↗1        |
| 33 | Марилово            | деревня                         | ↘11       |
| 34 | Мыза                | деревня                         | →3        |
| 35 | Наволочек           | деревня                         | ↘2        |
| 36 | Надеиха             | деревня                         | →0        |
| 37 | Надручей            | деревня                         | ↗261      |
| 38 | Новинки             | деревня                         | →0        |
| 39 | Новинки             | деревня                         | →0        |
| 40 | Одиночка            | деревня                         | ↗42       |
| 41 | Орлецы              | деревня                         | →0        |
| 42 | Орлецы              | посёлок                         | ↗202      |
| 43 | Погост              | деревня                         | ↗5        |
| 44 | Подгорье            | деревня                         | ↗20       |
| 45 | Пухтаковка          | деревня                         | ↗7        |
| 46 | Пятково             | деревня                         | ↗97       |
| 47 | Собино              | деревня                         | ↗19       |
| 48 | Среднее             | деревня                         | ↗9        |
| 49 | Ступино             | деревня                         | ↗30       |
| 50 | Ступинских карьеров | посёлок                         | ↘6        |
| 51 | Труфаново           | деревня                         | ↘11       |
| 52 | Фабрики             | деревня                         | →0        |
| 53 | Харлово             | деревня, административный центр | ↗956      |
| 54 | Хетка               | деревня                         | →6        |
| 55 | Чащины              | посёлок                         | ↗3        |
| 56 | Шепицы              | деревня                         | →2        |

## Образование
- Верхне-Матигорская средняя общеобразовательная школа
- Профессиональное училище № 47

## Экономика
- Агрофирма «Холмогорская»
- Холмогорский молочный комбинат

## Транспорт
Из Архангельска можно добраться на автобусе 502 маршрута «Архангельск—Холмогоры» (c автовокзала). Время в пути около 1 часа 45 минут. Из районного центра Холмогоры до Матигор можно также добраться на автобусе 114 маршрута «Холмогоры—Усть-Пинега» и маршрута «Холмогоры—Емецк» (до Копачёва). На автомобиле можно добраться по автодороге М8, после развилки (80-й километр) свернуть влево на дорогу, ведущую к райцентру Холмогоры. Также до Матигор можно добраться по дороге «Архангельск — Исакогорка — Новодвинск — Холмогоры — Матигоры».

## Достопримечательности

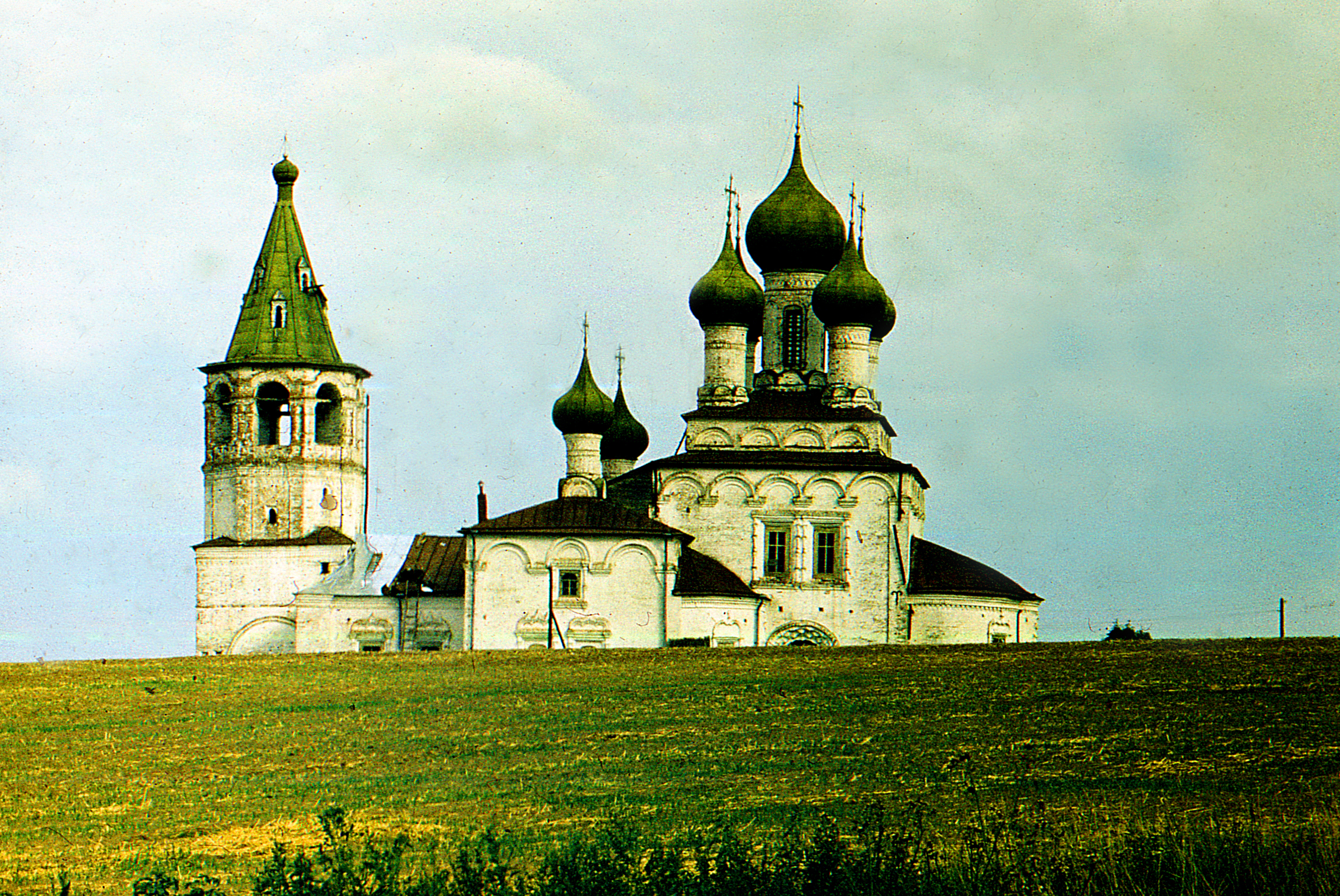
Церковь в деревне Хетка (Верхние Матигоры) близ Холмогор (1686-1694), откуда родом была мать М. В. Ломоносова

- На левом берегу Северной Двины в деревне Орлецы находится «Орлецкое городище», оставшееся от средневекового города Орлец.
- На территории села Быстрокурье были найдены восточные серебряные монеты (дирхемы), отчеканенные в VIII веке[24].
- В Верхних Матигорах расположена Воскресенская церковь 1686—1694 годов постройки.

## Персоналии
- Головин, Михаил Евсеевич (1756—1790) — русский физик и математик, почётный член Петербургской Академии наук.
- Бобрецов, Михаил Михайлович (1838—1910) — мастер по косторезному делу
- Леонтьев, Валерий Яковлевич — советский и российский певец, актёр.
- Ларин, Дмитрий — российский видеоблогер.